# Theristria hillieri
Theristria hillieri is een insect uit de familie van de Mantispidae, die tot de orde netvleugeligen (Neuroptera) behoort. 
Theristria hillieri is voor het eerst wetenschappelijk beschreven door Navás in 1914.